# Gabriel Saura
Saura  Nagore est un nom espagnol. Le premier nom de famille, en général paternel, est Saura ; le second, en général maternel, souvent omis, est Nagore.
Gabriel Saura Nagore, né le 6 avril 1928 à El Prat de Llobregat (Catalogne), est un coureur cycliste espagnol. Professionnel de 1948 à 1958, il a notamment remporté deux étapes du Tour de Catalogne.
Son père José Saura Celdrán et son frère José Saura ont également été cyclistes professionnels.

## Palmarès
- 1947
  - Circuito de la Ribera de Jalón
- 1948
  - 2e étape du Tour de Catalogne
- 1949
  - 3e du Trofeo del Sprint
- 1950
  - 2e étape du GP Catalunya
- 1951
  - 3e de Barcelone-Pamplune
- 1955
  - 2e du championnat de Catalogne
- 1956
  - 7e étape du Tour de Catalogne

## Résultats sur les grands tours

### Tour d'Italie
1 participation
- 1955 : 78e

### Tour d'Espagne
3 participations
- 1948 : abandon (13e étape)
- 1955 : 51e
- 1956 : disqualifié (1re étape)